# 日本語が亡びるとき
『日本語が亡びるとき 英語の世紀の中で』（にほんごがほろびるとき えいごのせいきのなかで）は、2008年10月31日に筑摩書房より刊行された水村美苗の評論集。全7章。「普遍語」「国民文学」等、独自の術語を用いて国語としての日本語について論じている。
2009年、小林秀雄賞を受賞した。

## 概要

### 第七章
学校教育について著者がその見解を述べる。英語公用語化を唱える船橋洋一の憂国の心には賛同しつつも、英語公用語化は不要とする立場を示す。そして英語を用いて世界に対して意味のある発言ができる「二重言語者」（二か国語を「話す」バイリンガルではない）の人材が必要であるが、その人材は国民全員でなく、一部の選ばれた人であればよいという。義務教育では英語を読む能力の最初の部分を教えるにとどめ、それ以後は選択制にしたり個人的に学習したりするようにして、英語に割く時間を日本語の学習に当てるべきと説く。
ついで、日本人が明治以降、西洋への劣等感から日本語を粗末にしてきたと述べ、国字改良論（ローマ字専用論、仮名専用論、新字体・現代かなづかい・漢字制限・表音主義）を非難し、「書き言葉」としての日本語こそ日本人の同一性であると述べる。学校教育のあり方においては、国語科において名作と呼ばれる日本の古典文学作品を読ませ、言わんとする所が分からなくてもよいから体でその作品の息づかいを感じ取らせるようにすべしと説く。最後に再び日本語を守るべし、と述べて章を結ぶ。

## 書誌情報
- 『日本語が亡びるとき 英語の世紀の中で』 水村美苗著、筑摩書房、2008年 330p. ISBN 978-4-480-81496-8
- 『増補　日本語が亡びるとき 英語の世紀の中で』 水村美苗著、ちくま文庫、2015年 460p. ISBN 978-4-480-43266-7